# Soulamea moratii
Soulamea moratii är en bittervedsväxtart som beskrevs av Jaffré & Fambart. Soulamea moratii ingår i släktet Soulamea och familjen bittervedsväxter. Inga underarter finns listade i Catalogue of Life.